# Federación Letona de Fútbol
La Federación Letona de Fútbol (LFF) (en letón: Latvijas Futbola federācija) es el organismo rector del fútbol en Letonia, con base en Riga. Organiza el campeonato de Liga y de Copa de Letonia, así como los partidos de la selección nacional.
Fue fundada en 1921 y en una primera etapa estuvo afiliada a la FIFA desde 1921 hasta la anexión del país a la Unión Soviética en 1940. Tras la desintegración soviética, en 1992 nuevamente se afilió a la FIFA y ese mismo año fue admitida por vez primera en la UEFA. 